# La Ruda
La Ruda est un groupe de rock alternatif français, originaire de Saumur (à proximité d'Angers). Formé en 1993, dissous en 2012 puis reformé en 2019 et 2025 pour faire de nouvelles tournées. Il est initialement appelé La Ruda Salska, nom inspiré de celui d'une ville polonaise, Ruda Śląska, mais aussi de leurs goûts musicaux (rock, ska, salsa), et donc de la musique qui est proposée dans leur groupe.

## Biographie

### Débuts (1995–1998)
Le groupe est formé en 1995 de l'éclatement d'une précédente formation. De ce premier groupe, il reste Pierrot (chant) et Manu (batterie). Viendront se greffer Fred (guitare), Jam (basse), Ritchoune (guitare), Roro (trombone), Daddy (trompette) et François (saxophone). Le groupe enregistre une démo cinq titres, dont Porque no la vida, Babylone, et Radio ska. Le morceau Porque no la vida sort sur une compilation américaine Latin Ska sur le label Moon Records.
Le premier album (Le Prix du silence) est enregistré dans un garage et sort en autoproduction en 1996. Le groupe signe avec Tripsichord qui distribue l'album (Tripsichord disparaîtra en même temps que Small Axe en 2004). François quitte le groupe en 1996 ou 1997, remplacé par Philly. Le morceau Trianon, de l'album Le Prix du silence, est le nom d'un véritable restaurant de Saumur, où les membres du groupe étaient des amis de Monsieur Jacques, le patron décédé en 2015. En janvier 1999, le groupe signe un contrat avec Yelen musiques qui rachète alors les droits des deux premiers albums.

### Nouveaux albums (1999–2005)
Le deuxième album, L'Art de la joie, arrive en 1999, toujours enregistré avec les moyens du bord, et toujours distribué par Tripsichord. L'acteur français Bernard Menez apparaît dans le clip Du Riffifi chez les Branques, chanson extraite de L'Art de la joie. C'est également à lui que Pierrot fait allusion en citant « ça fera plaisir à Nanard » à l'ouverture de cette chanson dans l'album live En concert.
En 2000, sort le premier album live, reprenant des titres des deux premiers albums et trois inédits : Roots ska goods joué par Loïc Da Silva — collaboration qui donnera par la suite l'album de reprises à l'accordéon — L'instinct du meilleur — morceau d'introduction des concerts de La Ruda — et Candide révolver. La même année, la Ruda Salska change de bassiste : Jam s'en va, et Pee-Why arrive. C'est en 2001 que sort le troisième album du groupe et premier album studio, chez Yelen, Passager du réel. Deux ans plus tard, en 2003, le contrat liant le groupe avec Yelen est rompu à l'initiative de Sony/Yelen. Le groupe choisit de monter sa propre structure : Les Associés du Réel. Le groupe sort ensuite l'album Loic Da Silva joue La Ruda Salska, avec 10 titres joués à l'accordéon, dont un inédit, Mado.
En 2003, le groupe décide de raccourcir son nom pour La Ruda. Les changements dans la formation et le nom s'accompagnent également d'un changement dans leur style musical : le groupe se dirige vers du rock accompagné d'une section cuivre. En 2004, un contrat est signé avec Wagram Music pour la distribution mondiale (hors Canada réservé pour les Disque Indica). Ce contrat arrive avec la sortie du quatrième album studio du groupe, 24 images/seconde, souvent considéré plus rock par les critiques. La Ruda se « sépare » de son Salska, sans l'oublier totalement, car encore utilisé parfois lors des concerts.
En 2005, sort Dans la vapeur et le bruit, un double album et double DVD live, enregistré pour l'occasion (par Les Films du Réel) au Chabada à Angers les 16, 17 et 18 décembre 2004. Pee-Why quitte le groupe et sera remplacé par Bruixe, ex-bassiste de feu Kargol's.

### Derniers albums (2006–2010)
La trajectoire de l'homme canon, album enregistré au Canada, est résolument orienté rock. Il sort en 2006. À la suite de plusieurs show-cases dans des magasins, La Ruda a l'idée de faire un album acoustique, et se lance dans l'enregistrement. L'album Les bonnes manières (versions légères et inédites) sort chez Irfan le 1er octobre 2007. Il comporte neuf reprises du groupe et 2 titres inédits. L'album suivant, Grand Soir, sorti le 16 mars 2009, est un album acoustique dans la lignée de Les Bonnes manières.
En décembre 2010, par le biais d'un morceau mis en ligne (L'Homme aux ailes d'or) le groupe annonce son retour, avec un nouvel album sorti en mars 2011, intitulé Odéon 10-14, qui est remarqué par la presse spécialisée,. Parallèlement à ce parcours discographique, La Ruda est avant tout un groupe de scène. Avec plus de 1 000 concerts au compteur, le groupe a su se faire connaître et attirer un auditoire toujours plus large. Les concerts sont toujours énergiques, le public chante, danse et saute dans tous les sens à l'image des musiciens, qui ne laissent que très peu de répit entre les morceaux.

### Séparation (2011–2012)
Le 3 décembre 2011, le groupe annonce sur sa page Facebook, la dissolution du groupe après leur dernière tournée, c'est-à-dire fin 2012. Leurs ultimes concerts se tiennent dans la salle du Chabada, à Angers, les 13, 14 et 15 décembre 2012. Ces derniers donneront lieu à l'enregistrement d'un CD live, sorti le 1er avril 2016 chez Cristal Records, et intitulé Souviens-toi 2012.

### Reformation (2019, 2025)
Après 6 ans d'absence, le 8 décembre 2018, La Ruda annonce sur sa page Facebook la reprise des répétitions et une date de concert en festival. Le 18 décembre 2018, le Courrier de l'Ouest titre "Le grand retour de La Ruda" et La Ruda annonce son retour officiel sur sa page Facebook pour une tournée d'été qui débute par une nouvelle date au Chabada, à Angers, le 30 mai 2019.
Dans une interview à Detective Ska Compagnie à l'occasion de la sortie de l'album de son nouveau groupe Villa fantôme, Pierre Lebas déclare que si « des concerts de la Ruda peuvent être possibles sur des périodes ciblées, il est en revanche certain qu’il n’y aura pas de nouveaux disques. »
Après 5 ans d'absence, une nouvelle tournée est annoncée pour 2024, qui se poursuivra jusqu'en 2025.

## Membres

### Derniers membres
- Pierrot (Pierre Lebas) - chant, textes
- Manu (Emmanuel Vincentelli) - batterie
- Fred (Frédéric Bellanger) - guitare, chœurs
- Ritchoune (Richard Pauvert) - guitare, chœurs
- Bruixe (Xavier Baux) - basse (depuis 2005)
- Philly (Philippe Vioux) - saxophone, chœurs (depuis 1997)
- David - trompette (depuis 2024)
- Elias - Trombone (depuis 2024)

### Anciens membres
- Christophe Levêque
- Jam - basse (1995–1999)
- Pee-Why - basse (1999–2005)
- François - saxophone (1995–1997)
- Grub's - basse (1995)
- Yannos - guitare (1995)
- Bibi - trompette (1995)
- Martial - trombone (1995)
- Roro - tombonne (1996 - 2019)
- Daddy - trompette (1996 - 2019)

## Discographie

### Albums studio
- 1996 : Le Prix du silence
- 1999 : L'Art de la joie
- 2001 : Passager du réel
- 2004 : 24 images/seconde
- 2006 : La trajectoire de l'homme canon
- 2007 : Les bonnes manières (versions légères et inédites)
- 2009 : Grand Soir
- 2011 : Odéon 10-14

### Albums live
- 2000 : En concert
- 2005 : Dans la vapeur et le bruit (double CD)
- 2016 : Souviens-toi 2012

### Autres
- 2003 : Loic Da Silva joue La Ruda Salska (album de reprises du groupe par Loïc Da Silva à l'accordéon, inclut un inédit)

## DVD
- 2005 : Dans la vapeur et le bruit (double DVD)